# モンテネグロ公国

モンテネグロ公国
Књажевина Црнa Горa (セルビア語)

モンテネグロ公国の位置（1890年）

モンテネグロ公国（モンテネグロこうこく、セルビア語: Књажевина Црнa Горa）は、1852年から1910年の間、バルカン半島の現在のモンテネグロに存在した公国である。

## 歴史
中世以降、モンテネグロの地はツェティニェの主教公（vladika）が治める神政政治の土地（モンテネグロ主教領）として運営されてきた。モンテネグロはオスマン帝国の強い影響下にあったが、自治権を保持して独自の文化を育んだ。
1851年に主教公となったダニーロ1世は、1852年にモンテネグロ公を自称し、自らの領地を世俗的な公国へと転換した。しかし、これを好ましく思わなかった宗主国のオスマン帝国と対立が生じ、1852年には軍事衝突が発生するに至った。これはクリミア戦争の端緒の一つとなった。
1860年にダニーロ1世が暗殺されると、ニコラ1世が後継者として即位し、オスマン帝国を相手に本格的な独立戦争を開始する。圧倒的な戦力差に苦戦を強いられたが、1876年、セルビア公国とロシア帝国の支援のもと、オスマン帝国を打ち破り（モンテネグロ・オスマン戦争）、ベルリン会議によって完全な独立国として認められた。

?1852年から1876年までの国旗
?1876年から1905年までの国旗

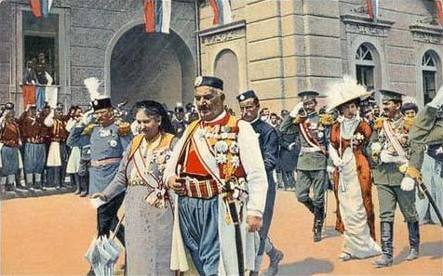
手前がニコラ1世夫妻

1905年の憲法制定にともない、ニコラ1世の君主号の格式は公から国王に格上げされた。1910年には正式にモンテネグロ王国へ移行した。